# Wilhelm Nicolaus Dannhof
Wilhelm Nicolaus Dannhof (* 30. April 1870 Homburg vor der Höhe; † vor 1955) war ein deutscher Bankmanager und Unternehmer.

## Commerz- und Privatbank Chemnitz
Wilhelm Dannhof war zunächst Prokurist und Leiter der Filiale des Chemnitzer Bank-Vereins in Aue im Erzgebirge, danach wurde er in der Hauptstelle in Chemnitz zuerst als Prokurist, dann als zweites Vorstandsmitglied eingesetzt. Dort führte er zusammen mit Otto Weissenberger und Carl Degenhardt die Geschäfte. Als der Chemnitzer Bank-Verein 1922 von der Commerz- und Privatbank AG übernommen wurde, wurde Dannhof Direktor der Filiale Chemnitz, dieses Amt übte er zusammen mit Friedrich von Auw und Alfred Reich aus. Im Lauf des Jahres 1925 schied Dannhof aus der Direktion aus.

## Astra-Werke
Dannhof war mit seiner Familie Großaktionär der 1921 von John E. Greve gegründeten Astrawerke AG in Chemnitz. Greve und die Familie Dannhof waren jeweils mit dem gleichen Kapital an dem Unternehmen beteiligt. Die Astrawerke galten ab 1929 als Marktführer für die Herstellung von Rechen- und Buchungsmaschinen in Europa. Im Jahr 1938 hatte das Unternehmen eine Belegschaft von 1.800 Mitarbeitern. Im Zweiten Weltkrieg beteiligte es sich an der Rüstungsproduktion; in ihrem Werk II begann bereits 1937 die „Fabrikation von komplizierten Waffenteilen“. Während des Zweiten Weltkriegs wurden häufig Insassen von Konzentrationslagern zur Zwangsarbeit in die Werke verfrachtet, so wurde das Betriebsgelände zu einem Außenlager des Konzentrationslagers Flossenbürg. Am 1. Mai 1944 wurde der Rüstungsbetrieb als Nationalsozialistischer Musterbetrieb ausgezeichnet. In diesem Jahr stieg die Belegschaftsstärke auf 2.653 Beschäftigte. Das Unternehmen entwickelte sich schließlich zu einer Waffenfabrik mit einem Rüstungsanteil von über 80 Prozent im Jahr 1944. Wilhelm Dannhof war als stellvertretender Aufsichtsratsvorsitzender des Unternehmens tätig, und auch sein Sohn Erich Dannhof war Aufsichtsratsmitglied.
Nach Kriegsende wurde in der sowjetischen Besatzungszone die vollständige Demontage des Werks II angeordnet. Die Astrawerke AG wurde als Kriegsverbrecher enteignet und das verbleibende Werk I in einen Volkseigenen Betrieb umgewandelt. Zu Zeiten der DDR gehörte das Unternehmen zum Kombinat Robotron. In den Jahren von 1990 bis 1993 war die Gesellschaft als Robotron Ascota AG ins Handelsregister eingetragen.

## Weitere Tätigkeiten
Wilhelm Dannhof war u. a. in folgenden Unternehmen und Verbänden aktiv:
- Baumwollspinnerei Gelenau AG (als stellvertretender Aufsichtsratsvorsitzender)[7]
- Maschinenbau-Anstalt Moll AG (als Mitglied des Aufsichtsrats)[8]
- Moll-Werke AG (ab 1920 als Vorsitzender des Aufsichtsrats)[9]
- Verband Chemnitzer Bankleitungen (als Vorsitzender)
- Metropol-Theater AG in Chemnitz (als Aufsichtsratsvorsitzender)[7]
- Bauverein Westend GmbH in Chemnitz (als Geschäftsführer)

## Herkunft
Wilhelm Dannhof war ein Mitglied der hessischen Familie Dannhof und Sohn des Homburger Schullpedells Kaspar Dannhof und dessen Ehefrau Elise Charlotte Dannhof. Der Direktor der Landgräflich Hessischen conc. Landesbank, Friedrich Dannhof (* 1862), war sein Bruder, der Direktor der Homburger Kreissparkasse, Wilhelm Dannhof (1889–1964), war sein Neffe. Seine Brüder Georg und Louis Dannhof besaßen Anfang des 20. Jahrhunderts stark frequentierte Damenschwimmanstalten am Main in Frankfurt.